# Fedora Media Writer
Fedora Media Writer – wolne i otwarte oprogramowanie do tworzenia dysków Live USB przeznaczone dla systemów Linux, macOS oraz rodziny Windows.